# Pacific Rim: Povstání
Pacific Rim: Povstání (v anglickém originále Pacific Rim: Uprising) je americký sci-fi film z roku 2018. Režie se ujal Steven S. DeKnight a scénáře DeKnight, T.S. Nowlin, Emily Carmichael a Kira Snyder. Jedná se o sequel filmu Pacific Rim: Útok na Zemi z roku 2013. V hlavních rolích se objevili John Boyega, Scott Eastwood, Jing Tian, Cailee Spaeny, Rinko Kikučiová, Burn Gorman, Adria Arjona, Zhang Jin a Charlie Day
Film měl premiéru 15. března 2018 v komplexu Vue West End v Londýně. Do amerických kin byl uveden 23. března 2018 společností Universal Pictures ve 2D, Real D 3D, IMAX 3D a IMAX.

## Synopse
Je to deset let od poslední bitvy, ale oceány jsou stále neklidné. Po vítězství v poslední bojích se program Jaeger stal celosvětovou obrannou silou. PPDC nabírá novou generaci mužů a žen, aby se stali součástí programu a čelili tak nové hrozbě Kaiju. Připojí se také Jake Pentecost, syn bývalého pilota Jaegera a generála Stackera Pentecosta, aby zabránil vyhynutí lidstva.

## Obsazení
- John Boyega jako Jake Pentecost[6][7]
- Scott Eastwood jako Nate Lambert[7][8]
- Jing Tian jako Liwen Shao[9]
- Cailee Spaenyová jako Amara Namani[7][10]
  - Madeleine McGrawová jako mladá Amara Namani
- Rinko Kikučiová jako Mako Mori[7]
- Burn Gorman jako doktor Hermann Gottlieb[7]
- Adria Arjona jako Jules Reyes[11]
- Zhang Jin jako Marshal Quan[12]
- Charlie Day jako doktor Newt Geiszler[7]
- Karan Brar jako Suresh[13]
- Ivanna Sakhno jako Vik[14]
- Makkenjú jako Ryoichi[15]
- Lily Ji jako Meilin Gao
- Wesley Wong jako Ou-Yang Jinhai
- Shyrley Rodriguez[16]
- Levi Meaden jako Ilya[17]
- Rahart Adams jako Tahima Shaheen[18]
- Zhu Zhu jako Juen
- Nick E. Tarabay jako Sonny
- Ellen McLain jako Gipsy Avenger A.I.
- Sam Kalidi jako doktor Kostas
- Jamie Slater jako kapitán McKinney
- Dustin Clare jako Joseph Burke

## Produkce

### Natáčení
Hlavní natáčení začalo 6. listopadu 2016 v Austrálii. 14. prosince 2016 byl oznámen oficiální název Pacific Rim Uprising. V únoru 2017 byly oznámeni tři noví Jaegerové. 8. března 2017 se začalo natáčet v Číně. 30. března 2017 hlavní natáčení skončilo.

### Hudba
Původně měl hudbu složit John Paesano, který nahradil skladatele Ramina Djawadia. Nicméně v lednu 2018 byl Paesano nahrazen Lornem Balfem.

## Vydání
Do amerických kin byl film uveden 23. březen 2018 společností Universal Pictures ve 2D, Real D 3D, IMAX 3D a IMAX. Původní premiéra se měla uskutečnit 7. dubna 2017. Další 4. srpna 2017, poté 23. února 2018 a nakonec byla přesunuta až na 23. březen 2018.

## Přijetí

### Tržby
Film vydělal 59,5 milionu dolarů v Severní Americe a 230,9 milionu dolarů v ostatních oblastech, celkově tak vydělal 290,4 milionu dolarů po celém světě. Rozpočet filmu činil 150–176 milionů dolarů za produkci a dalších 140 milionů dolarů za promo a reklamu. Film by tak potřeboval vydělat alespoň 350 milionů dolarů, aby se náklady vyrovnaly. Za první víkend vydělal 28 milionů dolarů. V České republice film vydělal 654 027 dolarů.

### Recenze
Na recenzní stránce Rotten Tomatoes získal z 203 započtených recenzí 43 procent s průměrným ratingem 5 bodů z deseti. Na serveru Metacritic snímek získal z 44 recenzí 44 bodů ze sta. Na Česko-Slovenské filmové databázi si snímek k 12. srpnu 2018 drží 54 %.